# Bufanchiste
Bufanchiste is een geslacht van uitgestorven kreeftachtigen uit de klasse van de Ostracoda (mosselkreeftjes).

## Soorten
- Bufanchiste bufinoides Becker, 1989 †
- Bufanchiste sotoi Becker, 1989 †